# Арборейський юдикат
Арборейський юдикат (лат. Iudicatus Arborensis, італ. Giudicato di Arborea, сард. Judicadu de Arbaree), або Арборейське королівство— юдикат (тип середньовічної держави) на острові Сардинія зі столицею в Ористано. Займав західну частину острова. Утворився у IX ст. внаслідок занепаду влади Візантії в Західному Середземномор'ї. Очолювалася юдиками (лат. iudices), головами колишньої візантійської адміністрації. Підкорений королівством Арагон у 1420 році.

## Назва
- Арборея
- Арборейське королівство (сард. rennu de Arbaree, англ. Kingdom of Arborea)
- Арборейський юдикат (лат. Iudicatus Arborensis; італ. Giudicato di Arborea, сард. Judicadu de Arbaree)

## Історія
Перші архонти (юдики або судді) на Сардинії були призначені ще за часів візантійського імператора Юстиніана I — після 534 року. Проте вони мали лише обмежені судові функції. Спочатку був один суддя провінції Сардинія (Iudex Provinciae), який перебував в Кальярі. Згодом їх було 2 — в Арбореї і Кальярі. Головним цивільний керівником був презид, а військовим — дукс. Сама Сардинія стає частиною Африканського екзархату.
Значну вагу сардинські судді набувають внаслідок захоплення арабами Африканського екзархату у 698 році. Втім вплив Візантії на Сардинії залишався. Лише після захоплення арабами у 827 році Сицилії, сардинські судді опинилися відірваними від візантійської допомоги. Вони вимушені були самостійно захищати свої володіння. З кінця 710 років посада юдик заміщає посаду презид.
При цьому вже напочатку 800-х років резиденцією юдика стає поселення Арборея, що розташовувалася вглиб острова. Від неї отримав свою назву юдикат. 807 року невідомий юдик Арбореї відбив напад арабських піратів з Іфрикії.
З встановлення Македонської династії в Візантії починається активна політика візантійців в Західному Середземномор'ї. У 915 році згадується архонт, що керував Сардинією, Корсикою та Балеарськими островами. Його призначав візантійський імператор. Втім на той час влада суддів вже була спадкова. Є згадка також про якогось Зерхіса, архонта Арбореї. Це перша згадка про Арборейський юдикат. Визнаючи зверхність Візантії судді Арбореї спільно з юдиками Кальярі здійснювали захист Сардинії. При цьому їм допомагав візантійський архонт. Ймовірно з послабленням влади Візантії судді Арбореї стали часто отримувати титул архонта.
У 935 року внаслідок поразки невідомого юдика Сардинії від арабського флоту Фатімідів, той загинув. Переможці розділили острів на 4 частини, передавши їх комітам загиблого юдика, які негайно прийняли титули юдиків. Разом з тим визнавали зверхність Фатмідського халіфату. Остаточна незалежність Арборейського юдикату відбулася до середини X ст. З часом судді Арбореї об'єднали під своєю владою західну Сардинію. Втім першим відомим суддею є Гоннаріо I з династії Ласон-Гунале.
З 1015 року починається боротьба юдикату проти Денійської тайфи з Піренейського півострова. Війна з перемінним успіхом тривала до 1033 року. Втім вже з 1026 року було усунуто загрозу з боку тайфи. Водночас зростає вага союзників Арбореї — Пізанської і Генуезької республік.
Наприкінці XI ст. відбувається розпад Арборейського юдикату, внаслідок чого відокремився Торреський юдикат з династією Торі. Після цього юдик Орцокко I переніс столицю держави з Тарроса до Ористано. У 1116 році до влади прийшла нова династія — Лакон-Серра.
1133 року всупереч рішенню папи римського Іннокентія II, який поділив Сардинію між Пізою і Генуєю, а Арборею відніс до сфери впливу першої, юдик Коміта II уклав союз з Генуезькою республікою. Піднесення держави почалося у 1146 році зі сходження на трон Баризона II. У 1152 році з його ініціативи було укладено загальносардинський мир. У 1157 році встановлюється союз з Барселонським графством. У 1162 році з початком війни між Генуєю та Пізою, юдик Арбореї підтримав першу, виступивши проти Кальярського юдикату, що був союзником Пізи, здобувши повну перемогу. Але у 1164 року Піза, Кальярський і Торреський юдикати перейшли у наступ проти Арбореї. 1164 року Баризон II отримав від Фрідріха I, імператора Священної Римської імперії, титул короля Сардинії. Втім не зумів об'єднати Сардинії.
З 1180 році починається послаблення юдикату, що відбулося 1185 року після смерті Баризона II, коли його нащадки почали боротьбу за трон. В війну за трон втрутилися Генуя і Піза. В боротьбу також втрутився Вільгельм Салусіо IV, юдик Кальярі. Лише у 1206 році Угоне I з династії Серра-Бас при підтримці Генуезької республіки здобув повну перемогу. З цього часу посилюється вплив Генуї. Водночас починається зближення з Кальярським юдикатом. Але вже 1241 року за підтримки Пізанської республіки владу в Арбореї захопив Вільгельм да Капрая. 1257 року внаслідок союз з Пізою, Галлурським і Торреським юдикатами було переможено Кальярський юдикат, територію якого поділили переможці.
Лише у 1264 році відновлюється влади династії Серра-Бас в Арборейському юдикаті. Новий юдик Маріано II зберіг союз з Пізанською республікою. Також було відновлено дружні стосунки з Арагонським королівством. У 1295 році спробував розширити володіння за рахунок Кальярського юдикату, відновленого пізанським родом Герардески.
У 1297 році Арборейський юдикат опинився під загрозою з боку Арагону, королю якого Хайме II папа римський Боніфацій VIII передав новостворене королівство Сардинії і Корсики. Спроби знайти підтримку у Пізанській республіці викликало внутрішнє збурення. Зрештою у 1312 році почалася війна проти Пізи. Новий юдик Маріано III звернувся по допомогу до Арагону. 1323 році син останнього — Угоне II визнав зверхність Арагону. До самої смерті у 1335 році допомагав арагонцям у війнах проти пізанців за землі колишніх Галлурського і Кальярського юдикатів. Наступні юдики Арбореї продовжували цю політику.

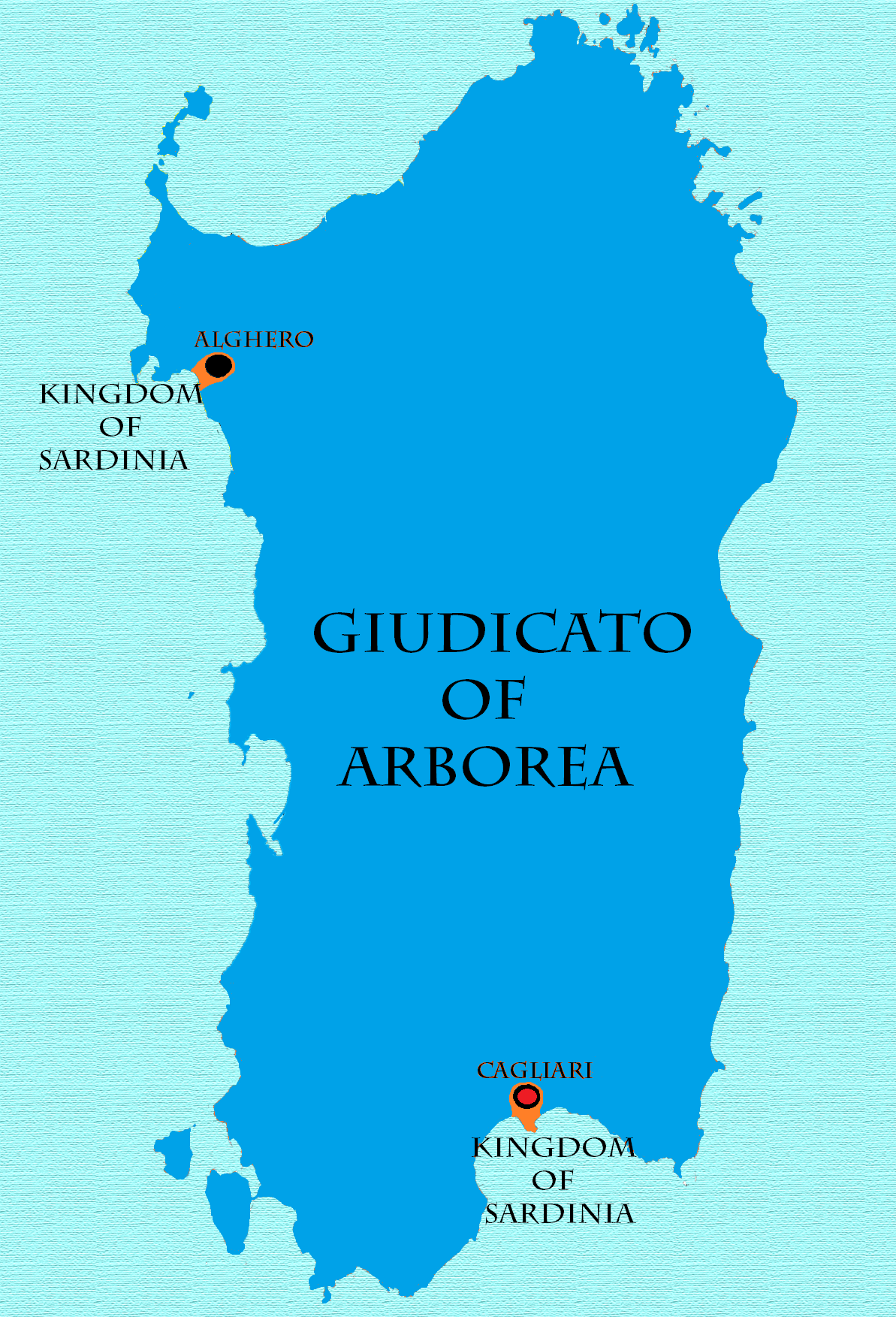
Арборейський юдикат з 1368 року

Втім надмірне посилення Арагону в Сардинії, а також успішні дії Генуезької республіки на Корсиці сприяли тому, що 1353 року арборейський юдик Маріано IV розірвав васальні відносини з Арагоном. В результаті йому вдалося вигнати арагонців з усієї Сардині, встановивши владу над Сардинією, окрім кураторій Кальярі, Альгеро та Сассарі. У 1355 році мир з Арагоном затвердив статус-кво. В цей час відбувається нове піднесення Арборейського юдикату як фактично господаря Сардинії. 1368 року в результаті успіхів юдик звернувся до папи римського Урбана V щодо передачі йому королівства Сардинії і Корсики, але не дістав відповіді.
Новий юдик Угоне III продовжив політику попередника, але через бажання приборкати місцеву знать й остаточно об'єднати Сардинію 1383 року наразився на заколот знаті, внаслідок чого загинув. Після цього трон Арбореї здобув представник генуезького патриціанського роду Доріа. 1388 року укладено новий мир з Арагоном. Втім у 1391 року війна поновилася, внаслідок чого війська Арбореї розширили свої володіння.
Втім у 1407 році після смерті юдика Маріано V виникла проблема спадкоємства. Цим вирішив скористатися Мартин I, король Сицилії з Арагонської династії, який висадився на Сардинії. Також свої права висунув Вільгельм II, віконт Нарбону. У 1409 році в битві біля Санлурі арагонське військо здобуло перемогу. Втім боротьба Арбореї тривала до 1410 року. В результаті південь Арборейського юдикату було підкорено Арагоном. Проте Вільгельм де Нарбон продовжив боротьбу з Сассарі, куди переніс столицю. Але не домігшись успіху Вільгельм де Нарбон продав права на юдикат за 100 тис. золотих флоринів. Усі землі Арбореї були приєднано до Арагонського королівства. Тут було утворено Арборейську марку, яка існувала до 1478 року.

## Територія і населення

Кураторії Арборейського юдикату

Загальна площа становила близько 5500 км². Простягалася центральною частиною Сардинії: від затоки Ористано до гір Дженнаргенту, займаючи всю родючу долину річки Тирсо.
Адміністративно поділялася на 14 кураторій: Барбаджу ді Ості, Барбаджу ді Белві, Барбаджу ді Оллолай, Барігаду, Бонорзулі, Кампідано Маджоре, Кампідано ді Міліс, Кампідано ді Сімаксіс, Гульцер, Мандролісая, Мармілли, Монтіса, Уселлуса та Валенси. На чолі їх стояв куратор, якого призначав юдик.
До 1365 року тут мешкало 120 тис. осіб.

## Соціальний устрій
Вища влада належала юдику, проте той спирався на Раду знаті. Магнати (ліур майорал) поєднували у своїй особі великих земельних власників і довічних чиновників юдикату.
Існувала категорія залежних селян (сервів). За ступенем залежності серви разділялись на три категорії: інтегри, латерати і педати. У найважчому становищі перебували нащадки колишніх рабів — інтегри, що повинні були постійно працювати на свого пана. Вони володіли своїми будинками і невеликими городами, що прилягали до їх двору. Латерати були нащадками римських колонів. Вони працювали на магната половину дня. Переселенці з узбережжя і інші васали — педати — працювали на господаря 1/4 дня або служили в ополченні 3 місяці. Саме вони склали основну військову опору магнатського стану Сардинії.

## Право
Тривалий час основою було сардинське звичаєве право. Також діяли норми римського і візантійського права. З 1355 року почалася кодифікація права, що завершилася 1392 року створення кодексу «Carta de Logu», який діяв на Сардинії до 1827 року.

## Економіка
Мала розвинена сільське господарство. У великій кількості вирощували хліб, овочі та фрукти, що експортували. Юдикат був відомий своїми кіньми, також важливою галуззю було рибальство. В лиманах добували сіль.
Розвиток отримало ремісництво, насамперед гончарство і ткацтво, продукція якого відправлялася до Італії та Арагону.